# Марк Густер
Марк Густер (нім. Marc Huster, 1 липня 1970) — німецький важкоатлет.
Срібний призер Олімпійських Ігор 1996 (до 83 кг), 2000 (до 85 кг) років, учасник 1992 року.
Чемпіон світу 1994 року в категорії до 83 кг, срібний призер 1993 (до 83 кг), 1995 (до 83 кг), 1998 (до 85 кг) років, бронзовий призер 1999 року в категорії до 85 кг.
Чемпіон Європи 1997 (до 83 кг), 1998 (до 85 кг), 1999 (до 85 кг) років.